# ليليا لوتشيانو
ليليا لوتشيانو (بالإنجليزية: Lilia Luciano)‏ هي صحفية وكاتبة العمود ومنتجة أفلام أمريكية، ولدت في 12 أكتوبر 1984 في سان خوان في بورتوريكو.

## روابط خارجية
- ليليا لوتشيانو على موقع IMDb (الإنجليزية)